# Thomas Muldoon
Thomas William Muldoon (ur. 27 września 1917 w Lismore - zm. 13 stycznia 1986) – australijski duchowny rzymskokatolicki, w latach 1960-1982 biskup pomocniczy Sydney.

## Życiorys
Święcenia kapłańskie przyjął 22 grudnia 1941 jako kapłan diecezji Lismore, udzielił ich mu kardynał Pietro Fumasoni Biondi, prefekt Kongregacji Rozkrzewiania Wiary. 1 marca 1960 papież Jan XXIII mianował go biskupem pomocniczym Sydney ze stolicą tytularną Fesseë. Papież osobiście udzielił mu sakry w dniu 8 maja 1960. Był ojcem soborowym podczas wszystkich czterech sesji soboru watykańskiego II. 6 września 1982 przeszedł na wcześniejszą emeryturę, zmarł 13 stycznia 1986 w wieku 68 lat.